# Erfurter Hockey Club
Der Erfurter Hockey Club e.V. ist ein Sportverein aus Erfurt, in dem ausschließlich Feldhockey und Hallenhockey gespielt wird. Er wurde am 17. Dezember 1993, aus den beiden Hockey-Abteilungen von SV Optima Erfurt und Grün-Weiß Erfurt, gegründet.

## Spielstätten

### Feldhockey
Am 14. Mai 1994 wurde das Sportdach Kaufland eingeweiht. Der Sportplatz des Erfurter Hockey Club befindet sich an einem deutschlandweit einmaligen Ort. Er liegt auf dem Dach eines Supermarktes im Erfurter Südosten, im Stadtteil „Großer Herrenberg“.
Der Platz ist mit einem Kunstrasenfeld, einer 400-m-Laufbahn, einer Weitsprunggrube und einer Hochsprungmatte ausgestattet.
Auf der Tribüne finden mehr als 200 Zuschauer einen Platz.
2012 wurde der bereits in die Jahre gekommene Kunstrasen erneuert. Der neue, blaue Belag entspricht nun den aktuellen Standards im Hockeysport.
Der Platz wird neben dem Hockeysport auch für Leichtathletik-Veranstaltungen genutzt und ist ein Trainingsort für den Athletik Sport Verein Erfurt (ASV Erfurt).

### Hallenhockey
Während der Wintersaison werden verschiedene Sporthallen in Erfurt als Trainingsorte verwendet. Dazu zählt vor allem die Thüringenhalle. Diese ist mit einem Parkettbelag ausgelegt.
Der Punktspielbetrieb in Erfurt findet in der Walter-Gropius-Halle statt. Diese ist an die Walter-Gropius-Schule (SBBS 7), eine Berufsschule, angegliedert.

## Puffbohnenturnier
Am 27. Mai 2005 wurde das 1. Puffbohnenturnier beim Erfurter Hockey Club ausgerichtet. Das Nachwuchsturnier für die Altersklassen der Minis bis zu den Knaben B begrüßte im ersten Jahr 31 Mannschaften aus ganz Deutschland, sowie eine Mannschaft aus der Erfurter Partnerstadt Vilnius, Litauen.
Die folgenden Jahre etablierte sich das Erfurter Puffbohnenturnier als eines der größten Nachwuchsturniere Deutschlands.

## Gerhard Herrling Gedenkturnier
Die Geschichte des Gerhard Herrling Gedenkturnieres begann Anfang des Jahres 1962, ein Jahr nach seinem Tod, mit einem Turnier in der Turnhalle der Erfurter Herder Schule. Zu Ehren von Gerhard Herrling traten sechs Herren-Mannschaften an, mit dabei die beiden Vereine, in denen Gerhard Herrling seine sportliche Heimat hatte, die BSG Turbine Erfurt und der SC Motor Jena, der auch erster Pokalgewinner wurde. Initiator dieses Gedenkturnieres war der langjährige Leiter der Sektion Hockey der BSG Turbine Erfurt, und Vorsitzende des Bezirksfachausschusses Hockey des Bezirkes Erfurt, Klaus - Dieter Ladewig, der selbst mit Gerhard Herrling in Erfurt noch zusammen gespielt hat. Die zweite Auflage des Turnieres fand in der Erfurter Thüringenhalle, erstmals mit einem Turnier für Damen-Mannschaften, statt. Neben den Herren wurden auch die Damen des SC Motor Jena Pokalgewinner. Zwischen 1966 und 1974, und 1976 bis 1979 waren es dann ausschließlich Turniere für Herrenmannschaften. Bei den jährlichen Turnieren waren Mannschaften aus den gesamtdeutschen Raum, und auch internationale Teams mit TJ Praga Prag (CSSR), SV Vanagai und Ardas Rudamina Vilnius (Litauen) und Leicester Westleigh (England), willkommene Gäste beim traditionellen Erfurter Gerhard Herrling Gedenkturnier.